# Humans (album)
| Recensione              | Giudizio        |
| ----------------------- | --------------- |
| AllMusic                | [ 1 ]           |
| Sputnikmusic            | 3.8 (Excellent) |
| Piero Scaruffi          | [ 3 ]           |
| Dizionario del Pop-Rock | [ 4 ]           |
| 24.000 dischi           | [ 5 ]           |

Humans è l'undicesimo album di Bruce Cockburn, pubblicato dalla True North Records nell'ottobre del 1980.
Il brano contenuto nell'album Rumours of Glory, pubblicato anche come singolo, raggiunse la centoquattresima posizione della classifica Billboard Hot 100.

## Tracce
Lato A
Testi e musiche di Bruce Cockburn.
1. Grim Travellers – 4:51
2. Rumours of Glory – 3:38
3. More Not More – 3:50
4. You Get Bigger as You Go – 4:35
5. What About the Bond – 4:55

Lato B
Testi e musiche di Bruce Cockburn.
1. How I Spent My Fall Vacation – 5:10
2. Guerrilla Betrayed – 3:56
3. Tokyo – 3:25
4. Fascist Architecture – 2:37
5. The Rose Above the Sky – 6:23

Edizione CD del 2003, pubblicato dalla Rounder Records (11661-3210-2)
Testi e musiche di Bruce Cockburn.
1. Grim Travellers – 4:48
2. Rumours of Glory – 3:42
3. More Not More – 3:48
4. You Get Bigger as You Go – 4:37
5. What About the Bond – 4:55
6. How I Spent My Fall Vacation – 5:07
7. Guerrilla Betrayed – 3:58
8. Tokyo – 3:29
9. Fascist Architecture – 2:38
10. The Rose Above the Sky – 6:18
11. Grim Travellers – 5:59 – Bonus Track - Live Version

## Musicisti
- Bruce Cockburn - chitarra, voce
- Jon Goldsmith - tastiere (Grim Travellers, More Not More, You Get Bigger as You Go, How I Spent My Fall Vacation, Guerrilla Betrayed, Tokyo, Fascist Architecture e The Rose Above the Sky)
- Bernie Pitters - tastiere (Rumours of Glory e What About the Bond)
- Patricia Cullen - sintetizzatore (Grim Travellers, More Not More, You Get Bigger as You Go, How I Spent My Fall Vacation, Guerrilla Betrayed, Tokyo, Fascist Architecture e The Rose Above the Sky)
- Pat LaBarbera - reeds (Grim Travellers, More Not More, You Get Bigger as You Go, How I Spent My Fall Vacation, Guerrilla Betrayed, Tokyo, Fascist Architecture e The Rose Above the Sky)
- Hugh Marsh - violino (Grim Travellers, More Not More, You Get Bigger as You Go, How I Spent My Fall Vacation, Guerrilla Betrayed, Tokyo, Fascist Architecture e The Rose Above the Sky)
- Dennis Pendrith - basso (Grim Travellers, More Not More, You Get Bigger as You Go, How I Spent My Fall Vacation, Guerrilla Betrayed, Tokyo, Fascist Architecture e The Rose Above the Sky)
- Tony Hibbert - basso (Rumours of Glory e What About the Bond)
- Bob DiSalle - batteria (Grim Travellers, More Not More, You Get Bigger as You Go, How I Spent My Fall Vacation, Guerrilla Betrayed, Tokyo, Fascist Architecture e The Rose Above the Sky)
- Ben Bow - batteria (Rumours of Glory e What About the Bond)
- Brian Leonard - percussioni
- Beverly Glenn-Copeland - accompagnamento vocale, cori (Grim Travellers, More Not More, You Get Bigger as You Go, How I Spent My Fall Vacation, Guerrilla Betrayed, Tokyo, Fascist Architecture e The Rose Above the Sky)
- Kathy Moses - accompagnamento vocale, cori (Grim Travellers, More Not More, You Get Bigger as You Go, How I Spent My Fall Vacation, Guerrilla Betrayed, Tokyo, Fascist Architecture e The Rose Above the Sky)
- Rachel Paiement - accompagnamento vocale, cori (Grim Travellers, More Not More, You Get Bigger as You Go, How I Spent My Fall Vacation, Guerrilla Betrayed, Tokyo, Fascist Architecture e The Rose Above the Sky)

Grim Travellers (Live)
- Bruce Cockburn - chitarra, armonica
- Fergus Jemison Marsh - chapman stick
- Michael Sloski - batteria
- Doug McClement - ingegnere del suono (live)
- John Nasten - ingegnere del suono (live)
- Jon Goldsmith - produttore

Note aggiuntive
- Eugene Martynec - produttore (per la True North Productions)
- Registrato al Manta Sound di Toronto (Canada), luglio - agosto 1980
- Gary Gray - ingegnere delle registrazioni
- Dave Taylor - assistente ingegnere delle registrazioni
- Bart Schoales - art direction
- Roberto Masotti (Milano)  - fotografia[9]